# Требухівська сільська рада
Требухівська сільська рада — орган місцевого самоврядування у Броварському районі Київської області з адміністративним центром у с. Требухів.

## Загальні відомості
Історична дата утворення: в 1918 році.
Загальна площа землі в адмінмежах Требухівської сільської ради — 5344,6 га.
Адреса 07454, Київська обл., Броварський р-н, с. Требухів, вул. Гоголівська, 5.

## Населені пункти
Сільській раді підпорядковані населені пункти:
- с. Требухів
- с. Переможець

## Склад ради
Рада складається з 30 депутатів та голови.

### Керівний склад ради
| ПІБ                             | Основні відомості                                                               | Дата обрання | Дата звільнення |
| ------------------------------- | ------------------------------------------------------------------------------- | ------------ | --------------- |
| Оснач Іван Михайлович           | Сільський голова, 1944 року народження, освіта, безпартійний                    | 26.03.2006   | 01.02.2008      |
| Васильєв Володимир Анатолійович | Сільський голова, 1955 року народження, освіта, безпартійний                    | 01.06.2008   | 31.10.2010      |
| Васильєв Володимир Анатолійович | Сільський голова, 1955 року народження, освіта середня спеціальна, безпартійний | 31.10.2010   |                 |

Примітка: таблиця складена за даними джерела